# 田所美惠子
田所 美恵子（たどころ みえこ）は、東京都出身の写真家。ピンホール写真を専門としている。
1989年にパリのカルナヴァレ歴史博物館にてピンホール写真に出会った。その後の1990年にフランスへと引っ越し、本格的にピンホール写真に取り組むことになる。2005年日本針穴写真協会を設立、翌年には鈴鹿芳康の後を継いで会長に就任、現在は日本各地に3000人もの会員を有するようになった。